# Wahlenbergia albomarginata
Wahlenbergia albomarginata là loài thực vật có hoa trong họ Hoa chuông. Loài này được Hook. miêu tả khoa học đầu tiên năm 1851.